# Локосовське сільське поселення
Локо́совське сільське поселення (рос. Локосовское сельское поселение) — сільське поселення у складі Сургутського району Ханти-Мансійського автономного округу Тюменської області Росії.
Адміністративний центр — село Локосово.
Населення сільського поселення становить 3241 особа (2017; 3461 у 2010, 3876 у 2002).

## Склад
До складу сільського поселення входять:
| Населений пункт         | Населення, осіб (2002) | Населення, осіб (2010) |
| ----------------------- | ---------------------- | ---------------------- |
| Верхнє-Мисова, присілок | 36                     | 51                     |
| Катесово, селище        | 0                      | -                      |
| Локосово, село          | 3840                   | 3410                   |